# Srebrna Maska
Srebrna Maska – nagroda przyznawana w latach 1994-2016 w plebiscycie Loży Patronów Teatru Nowego im. Tadeusza Łomnickiego w Poznaniu za najlepszą rolę na deskach tego teatru.

## Laureaci
| Rok  | Laureat               | Rola na deskach Teatru Nowego | Reżyser                                      |
| ---- | --------------------- | --- | -------------------------------------------- |
| 2016 | Aleksander Machalica  | za rolę Leara w spektaklu LEAR | Jędrzej Piaskowski                           |
| 2015 | Dorota Abbe           | za rolę Luise Dahl w spektaklu OBWÓD GŁOWY | Zbigniew Brzoza                              |
| 2014 | Antonina Choroszy     | za rolę Lubow Raniewskiej w spektaklu WIŚNIOWY SAD | Izabella Cywińska                            |
| 2013 | Anna Mierzwa          | za rolę Piekarzowej w spektaklu TESTAMENT PSA | Remigiusz Brzyk                              |
| 2012 | Michał Grudziński     | za rolę Misia w spektaklu PEEPSHOW | Piotr Kruszczyński                           |
| 2011 | Bożena Borowska       | za tytułową rolę w MARY STUART | Waldemar Zawodziński                         |
| 2010 | Radosław Elis         | za role: sędziego Maxa w W SOBOTĘ O ÓSMEJ Hanocha Levina oraz adwokata Moona w LOBOTOMOBILU                                                                        | Mariusz Puchalski oraz Janusz Wiśniewski     |
| 2009 | Cezary Łukaszewicz    | za rolę Sganarela w DON JUANIE Moliera | Aleksander Kaniewski                         |
| 2008 | Sława Kwaśniewska     | za rolę Cecily Robson w KWARTECIE Ronalda Harwooda | Mariusz Puchalski                            |
| 2007 | Mariusz Puchalski     | za rolę Poloniusa w HAMLECIE Williama Shakespeare’a | Waldemar Śmigasiewicz                        |
| 2006 | Sława Kwaśniewska     | za rolę Króla Basilia w ŻYCIE JEST SNEM Pedro Calderóna de la Barca                                                                                                | Waldemar Zawodziński                         |
| 2005 | Mirosław Kropielnicki | za rolę Mefistofelesa w FAUŚCIE Johanna Wolfganga von Goethego | Janusz Wiśniewski                            |
| 2004 | Witold Dębicki        | za rolę tytułową w KRÓLU RYSZARDZIE III Williama Szekspira i Sebastiana Bacha w KOLACJI NA CZTERY RĘCE Paula Barza                                                 | Janusz Wiśniewski oraz Olaf Lubaszenko       |
| 2003 | Tadeusz Drzewiecki    | za rolę Selsdona Mowbraya w CZEGO NIE WIDAĆ Michaela Frayna | Eugeniusz Korin                              |
| 2002 | Michał Grudziński     | za rolę Króla Berengera I w KRÓL UMIERA, CZYLI CEREMONIE Eugène’a Ionesco                                                                                          | Tadeusz Bradecki                             |
| 2001 | Daniela Popławska     | za rolę Maureen Folan w KRÓLOWEJ PIĘKNOŚCI Z LEENANE Martina McDonagha                                                                                             | Robert Gliński                               |
| 2000 | Mariusz Sabiniewicz   | za role: Hrabiego Wacława w przedstawieniu FREDRO DLA DOROSŁYCH WEDŁUG MĘŻA I ŻONY oraz Porfirego w SNACH według ZBRODNI I KARY Fiodora Dostojewskiego             | Eugeniusz Korin                              |
| 1999 | Grażyna Korin         | za rolę Żony w CROCODILII, CZYLI CZYMŚ NIESAMOWITYM Eugeniusza Korina według Fiodora Dostojewskiego                                                                | Eugeniusz Korin                              |
| 1998 | Kazimiera Nogajówna   | za rolę Jasmine w ALPEJSKICH ZORZACH Petera Turriniego | Piotr Chłodziński                            |
| 1998 | Mirosław Kropielnicki | za cztery role w MASZYNIE DO LICZENIA Elmera Rice’a i trzy role w Paradach Jana Potockiego                                                                         | Eugeniusz Korin i Krzysztof Zaleski          |
| 1997 | Aleksander Machalica  | za role: Aligiera w NIE-BOSKIEJ KOMEDII Zygmunta Krasińskiego, Camilla w ZIMOWEJ OPOWIEŚCI Williama Shakespeare’a, oraz za monodram OJCIEC według Antona Czechowa. | Krzysztof Babicki oraz Krzysztof Warlikowski |
| 1996 | Antonina Choroszy     | za rolę Maszy w CZAJCE Antona Czechowa | Eugeniusz Korin                              |
| 1995 | Daniela Popławska     | za rolę Betsy w KUGLARZACH I WISIELCACH Jacka Kaczmarskiego | Krzysztof Zaleski                            |
| 1994 | Mirosław Kropielnicki | za tytułową rolę w SŁUDZE DWÓCH PANÓW Carlo Goldoniego | Roman Kordziński                             |